# Переписна область №11 (Манітоба)
Переписна область №11 (англ. Division No. 11) — переписна область в Канаді, у провінції Манітоба.

## Населення
За даними перепису 2016 року, переписна область нараховувала 708823 жителів, показавши зростання на 6,3%, порівняно з 2011-м роком. Середня густина населення становила 1 240,1 осіб/км².
З офіційних мов обидвома одночасно володіли 70 490 жителів, тільки англійською — 616 790, тільки французькою — 975, а 11 040 — жодною з них. Усього 179,575 осіб вважали рідною мовою не одну з офіційних, з них 3 585 — одну з корінних мов, а 7,900 — українську.
Працездатне населення становило 67,1% усього населення, рівень безробіття — 6,5% (6,9% серед чоловіків та 6% серед жінок). 90,2% були найманими працівниками, 7,8% — самозайнятими.
Середній дохід на особу становив $45 051 (медіана $35 020), при цьому для чоловіків — $52 354, а для жінок $38 188 (медіани — $40 278 та $30 725 відповідно).
29,9% мешканців мали закінчену шкільну освіту, не мали закінченої шкільної освіти — 16,9%, 53,2% мали післяшкільну освіту, з яких 49,1% мали диплом бакалавра, або вищий, 4,780 осіб мали вчений ступінь.
| Статево-вікова структура населення | Статево-вікова структура населення | Статево-вікова структура населення | Статево-вікова структура населення | Статево-вікова структура населення |
| ---------------------------------- | ---------------------------------- | ---------------------------------- | ---------------------------------- | ---------------------------------- |
|                                    |                                    |                                    |                                    |                                    |
| Всього                             | Всього                             | 48,9%51,1%                         |                                    |                                    |
| 0 — 14 років                       | 0 — 14 років                       |                                    | 16,8%                              | 16,8%                              |
| 15 — 64 років                      | 15 — 64 років                      |                                    | 67,5%                              | 67,5%                              |
| 65 і більше                        | 65 і більше                        |                                    | 15,6%                              | 15,6%                              |
| 85 і більше                        | 85 і більше                        |                                    | 2,4%                               | 2,4%                               |
| 100 і більше                       | 100 і більше                       |                                    | 0%                                 | 0%                                 |
| Середній вік (років)               | Середній вік (років)               | 38,641,1                           | 39,9                               | 39,9                               |
| Медіана (років)                    | Медіана (років)                    | 37,440,1                           | 38,8                               | 38,8                               |
| — чоловіки — жінки                 |                                    |                                    |                                    |                                    |

| Походження мешканців:     | Походження мешканців:     | Походження мешканців: | Походження мешканців: | Походження мешканців: |
| ------------------------- | ------------------------- | --------------------- | --------------------- | --------------------- |
| Походження                |                           |                       | осіб                  | %                     |
| Корінні американці        | Корінні американці        |                       | 86 320                | 12.46%                |
| Інше північноамериканське | Інше північноамериканське |                       | 118 150               | 17.05%                |
| Європейське               | Європейське               |                       | 444 215               | 64.1%                 |
| британське                | британське                |                       | 230 910               | 33.32%                |
| французьке                | французьке                |                       | 83 700                | 12.08%                |
| українське                | українське                |                       | 100 005               | 14.43%                |
| Карибське                 | Карибське                 |                       | 8 990                 | 1.3%                  |
| Латинськоамериканське     | Латинськоамериканське     |                       | 11 000                | 1.59%                 |
| Африканське               | Африканське               |                       | 25 380                | 3.66%                 |
| Азійське                  | Азійське                  |                       | 159 885               | 23.07%                |
| Океанійське               | Океанійське               |                       | 965                   | 0.14%                 |

| Зайнятість населення за галузями (за класифікацією NOC): | Зайнятість населення за галузями (за класифікацією NOC): | Зайнятість населення за галузями (за класифікацією NOC): | Зайнятість населення за галузями (за класифікацією NOC): | Зайнятість населення за галузями (за класифікацією NOC): |
| -------------------------------------------------------- | -------------------------------------------------------- | -------------------------------------------------------- | -------------------------------------------------------- | -------------------------------------------------------- |
|                                                          |                                                          |                                                          |                                                          |                                                          |
| Управління                                               | Управління                                               |                                                          | 9,4%                                                     | 9,4%                                                     |
| Бізнес, фінанси та адміністрування                       | Бізнес, фінанси та адміністрування                       |                                                          | 16,4%                                                    | 16,4%                                                    |
| Природничі та прикладні науки                            | Природничі та прикладні науки                            |                                                          | 6,5%                                                     | 6,5%                                                     |
| Охорона здоров'я                                         | Охорона здоров'я                                         |                                                          | 8,5%                                                     | 8,5%                                                     |
| Освіта, правозахист, муніципальні та урядові служби      | Освіта, правозахист, муніципальні та урядові служби      |                                                          | 13,5%                                                    | 13,5%                                                    |
| Мистецтво, культура, відпочинок та спорт                 | Мистецтво, культура, відпочинок та спорт                 |                                                          | 2,8%                                                     | 2,8%                                                     |
| Роздрібна торгівля та послуги                            | Роздрібна торгівля та послуги                            |                                                          | 24,1%                                                    | 24,1%                                                    |
| Гуртова торгівля, транспорт та обладнання                | Гуртова торгівля, транспорт та обладнання                |                                                          | 13,3%                                                    | 13,3%                                                    |
| Природні ресурси, сільське господарство                  | Природні ресурси, сільське господарство                  |                                                          | 1%                                                       | 1%                                                       |
| Виробництво                                              | Виробництво                                              |                                                          | 4,6%                                                     | 4,6%                                                     |

## Населені пункти
До переписної області входять місто Вінніпег, муніципалітет Гедінлі, а також хутори, інші малі населені пункти та розосереджені поселення.

## Клімат
Середня річна температура становить 3,2°C, середня максимальна – 25,5°C, а середня мінімальна – -23,8°C. Середня річна кількість опадів – 557 мм.
| Клімат поселення                              | Клімат поселення | Клімат поселення | Клімат поселення | Клімат поселення | Клімат поселення | Клімат поселення | Клімат поселення | Клімат поселення | Клімат поселення | Клімат поселення | Клімат поселення | Клімат поселення | Клімат поселення |
| Показник                                      | Січ.             | Лют.             | Бер.             | Квіт.            | Трав.            | Черв.            | Лип.             | Серп.            | Вер.             | Жовт.            | Лист.            | Груд.            |                  |
| Середній максимум, °C                         | −11,36           | −6,88            | 0,37             | 10,14            | 18,38            | 24,17            | 25,46            | 24,16            | 17,70            | 10,34            | −0,15            | −9,33            |                  |
| Середня температура, °C                       | −17,57           | −13,09           | −5,85            | 3,92             | 12,16            | 17,94            | 20,96            | 19,66            | 13,20            | 5,83             | −4,66            | −13,83           |                  |
| Середній мінімум, °C                          | −23,79           | −19,32           | −12,06           | −2,3             | 5,94             | 11,72            | 16,46            | 15,16            | 8,71             | 1,33             | −9,15            | −18,34           |                  |
| Норма опадів, мм                              | 20               | 15               | 28               | 33               | 62               | 96               | 85               | 78               | 54               | 39               | 26               | 21               |                  |
| Середньомісячна швидкість вітру, м/с          | 4.10             | 4.00             | 4.20             | 4.30             | 4.39             | 3.90             | 3.50             | 3.70             | 4.10             | 4.40             | 4.31             | 4.19             |                  |
| Середньомісячна сонячна радіація, кДж/м²·день | 4340             | 7433             | 12030            | 17076            | 19971            | 20956            | 21433            | 18337            | 12651            | 7513             | 4238             | 3255             |                  |
| --------------------------------------------- | ---------------- | ---------------- | ---------------- | ---------------- | ---------------- | ---------------- | ---------------- | ---------------- | ---------------- | ---------------- | ---------------- | ---------------- | ---------------- |
| Джерело:                                      |                  |                  |                  |                  |                  |                  |                  |                  |                  |                  |                  |                  |                  |